# Estádio Republicano Vazgen Sargsyan
O Estádio Republicano (oficialmente Estádio Republicano Vazgen Sargsyan (armênio/arménio: Վազգեն Սարգսյանի անվան Հանրապետական մարզադաշտn)) é um estádio multiúso situado em Erevã, Armênia. A Construção do Estádio começou em 1937 e concluiu-se no prazo de um ano. Alguns avanços foram implementados após a II Guerra Mundial. 

## Resumo
Na época da inauguração o estádio foi nomeado Dynamo Stadium, mas após a independência da Armênia o nome foi alterado para Estádio Hanrapetakan. Em 1999, após o assassinato do antigo primeiro-ministro Vazgen Sargsyan, o nome oficial do estádio se tornou "Estádio Vazgen Sargsyan Hanrapetakan". Atualmente é usado principalmente para o futebol. O estádio pode servir 15.000 pessoas.
Reformas foram feitas em 1995, mas a falta de recursos financeiros interrompeu o processo em 1999, quando mais de 3 milhões de dólares foram gastos com a assistência da UEFA. Até o final de 2000 o estádio foi completamente reformado. Em 2008 foi aplicado um trabalho de desenvolvimento do estádio a fim de modernizar a superfície de jogo e criar uma seção Vip e instalações suscetíveis de satisfazer as normas da UEFA.